# Valve World Expo
Die Valve World Expo ist eine internationale Fachmesse für Industrie-Armaturen, die auf dem Areal der Messe Düsseldorf am Düsseldorfer Rheinufer alle zwei Jahre stattfindet. Weitere Ausstellungsorte sind Houston, Texas in den Vereinigten Staaten und Suzhou, China.
Die Valve World Expo ist die Leitmesse für Industrieventile und dessen Zubehör und wurde seit 1998 alle zwei Jahre in Maastricht, Niederlande durchgeführt, bis sie schließlich 2010 nach Düsseldorf wechselte. Im Jahr 2014 besuchten über zwölftausend Fachbesucher aus 90 Ländern die Ausstellung, wo über 600 Aussteller aus 40 Ländern ihre Produkte und Dienstleistungen präsentiert haben.